# Étienne de La Boétie
Étienne de La Boétie ([labɔesi], parfois [labwa'ti],) (occitan : Esteve de La Boetiá) est un écrivain humaniste, un poète et un juriste français né le 1er novembre 1530 à Sarlat, ville du sud-est du Périgord, et mort le 18 août 1563 à Germignan, dans la commune du Taillan-Médoc, près de Bordeaux.
La Boétie est célèbre pour son Discours de la servitude volontaire.
À partir de 1558, il devient l’ami intime de Montaigne, qui lui rend un hommage posthume dans ses Essais. Leur amitié a été étudiée par de nombreux historiens et intellectuels. Les deux hommes correspondent régulièrement par voie épistolaire jusqu’à la mort de La Boétie.

## Biographie

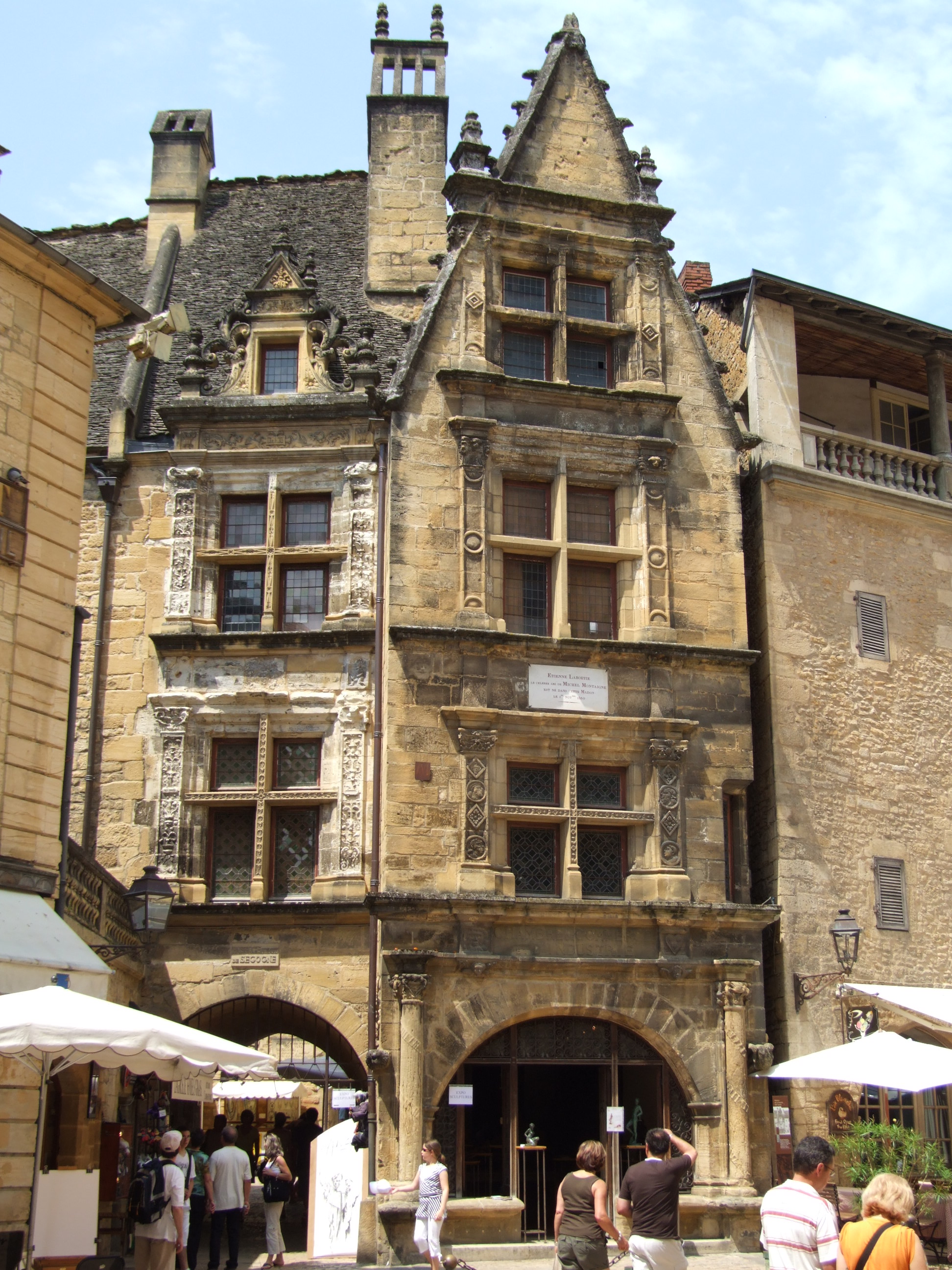
La maison de La Boétie, maison natale d'Étienne de La Boétie.

La Boétie est l'adaptation de l'occitan La Boetiá, qui signifie « la propriété de Boet ».
Fils d’Antoine de La Boétie, un lieutenant particulier du sénéchal du Périgord, et de Philippe de Calvimont, fille de Jean de Calvimont, seigneur de Lherm, Étienne de La Boétie grandit dans une famille de magistrats, un milieu éclairé dont l’entourage est principalement composé de bourgeois cultivés. Peu d’informations sont connues sur l’enfance de la Boétie. Il étudie au collège de Guyenne. Il est encore fort jeune à la mort de son père et c’est son oncle et parrain Estienne de La Boétie, sieur de Bouilhonnas et prêtre, qui prend en charge son éducation,. Il est pour son neveu un second père, ce qui fait dire à Étienne « qu’il lui doit son institution et tout ce qu’il est et pouvait être ».
Vers la fin de ses humanités, La Boétie développe une passion pour la philologie antique, laquelle l’attire comme elle attire d’ailleurs tout son siècle. Pour se délasser, il compose des vers français, latins ou grecs. Il rédige vingt-neuf sonnets amoureux et devient plus tard le traducteur des ouvrages de Plutarque, Virgile et L’Arioste.
Par la suite, il entame des études de droit à l’université d'Orléans où il passe son examen de licence en droit civil le 23 septembre 1553. C’est alors qu’il écrit son premier et plus célèbre ouvrage, le Discours de la servitude volontaire ou le Contr’un. Ce court réquisitoire contre la tyrannie surprend par son érudition et sa profondeur. Il pose la question de la légitimité de toute autorité sur une population et essaie d’analyser les raisons de la soumission de celle-ci (rapport domination / servitude). Les nombreux exemples tirés de l’Antiquité qui, comme de coutume à l’époque, illustrent son texte, lui permettent de critiquer, sous couvert d’érudition, la situation politique de son temps. Son manuscrit est publié en 1576 mais Montaigne a connaissance du manuscrit et cherche à en connaître l’auteur, dès qu’il exerce des fonctions au Parlement de Bordeaux. De sa rencontre avec La Boétie naît une « amitié virile » qui va durer jusqu’à la mort de ce dernier. La Boétie se lie également d’amitié avec Lambert Daneau, auquel il soumet sans doute les premières esquisses de Contr’un, Jean-Antoine de Baïf, qui lui découvre les motifs secrets des conjurés de la Pléiade, et Jean Dorat.
La Boétie obtient sa licence en droit le 23 septembre 1553 et, grâce à sa réputation acquise au cours de ses études, est élevé à l’office de conseiller en la cour par lettre patente d’Henri II le 13 octobre 1553. Le 17 mai 1554, il est admis en qualité de conseiller au Parlement de Bordeaux, deux ans avant l’âge légal. À partir de 1560, La Boétie est chargé par Michel de L'Hospital d’intervenir dans diverses négociations pour parvenir à la paix dans les guerres de religion opposant catholiques et protestants. Entre-temps, La Boétie se marie avec Marguerite de Carle, fille du président du Parlement de Bordeaux Pierre de Carle, sœur de l’évêque de Riez Lancelot de Carle et veuve de Jean d’Arsac.
Le 8 août 1563, un mal terrible terrasse La Boétie : « c’est un flux de ventre avec des tranchées » – il s’agit sans doute de la tuberculose, très fréquente à l’époque. La Boétie tente alors de regagner le Médoc, où sont situées les terres de son épouse, pour se reposer. Il espère que l’air pur des champs hâtera son rétablissement mais son état s’aggrave rapidement et il doit s’arrêter en route, au Taillan-Médoc, chez Richard de Lestonnac, son collègue au parlement et beau-frère de Montaigne. Se rendant compte de la gravité de son état, La Boétie dicte son testament le 14 août et attend l’issue de la lutte avec courage et philosophie, jusqu’à sa dernière heure, où il veut mourir en religion.
Dans une lettre adressée à son père, Montaigne décrit les particularités de cette maladie et de la fin de son ami. Il termine sa lettre en des termes émouvants : « Le 18 du mois d’août de l’an 1563, Étienne de La Boétie expire. Il n’est âgé que de 32 ans 9 mois 17 jours ».
C’est à l’intention de son ami que Montaigne écrit le fameux chapitre sur l’amitié dans ses Essais. Au chapitre 28 du livre 1, il y livre un témoignage poignant de leur amitié. Il présente La Boétie comme un sage stoïcien capable de supporter avec équanimité sa mort. Après avoir longuement développé la question sur l’amitié qui le liait à La Boétie, il finit par écrire : « Au demeurant, ce que nous appelons ordinairement amis et amitié, ce ne sont qu’accointances et familiarités nouées par quelque occasion ou commodité, par le moyen de laquelle nos âmes s’entretiennent. En l’amitié dont je parle, elles se mêlent et se confondent l’une en l’autre, d’un mélange si universel, qu’elles effacent, et ne retrouvent plus la couture qui les a jointes. Si on me presse de dire pourquoi je l’aimais, je sens que cela ne se peut exprimer qu’en répondant : Parce que c'était lui, parce que c'était moi ».

## Discours de la servitude volontaire
Lorsqu’il écrit ce texte, vers 1548, Étienne de La Boétie est un étudiant en droit de 18 ans, à l’université d’Orléans, qui se prépare à une carrière dans la magistrature. Sans doute marqué par la brutalité de la répression d’une révolte antifiscale en Guyenne en 1548, il traduit le désarroi de l’élite cultivée devant la réalité de l’absolutisme.
Le Discours de la servitude volontaire constitue une remise en cause de la légitimité des gouvernants, que La Boétie appelle « maîtres » ou « tyrans ». Quelle que soit la manière dont un tyran s’est hissé au pouvoir (élections, violence, succession), ce n’est jamais son bon gouvernement qui explique sa domination et le fait que celle-ci perdure. Pour La Boétie, les gouvernants ont plutôt tendance à se distinguer par leur impéritie. Plus que la peur de la sanction, c’est d’abord l’habitude qu’a le peuple de la servitude qui explique que la domination du maître perdure. Ensuite viennent la religion et les superstitions. Mais ces deux moyens ne permettent de dominer que les ignorants. Vient le « secret de toute domination » : faire participer les dominés à leur domination. Ainsi, le tyran jette des miettes aux courtisans. Si le peuple est contraint d’obéir, les courtisans ne doivent pas se contenter d’obéir mais doivent aussi devancer les désirs du tyran. Aussi, ils sont encore moins libres que le peuple lui-même, et choisissent volontairement la servitude. Ainsi s’instaure une pyramide du pouvoir : le tyran en domine cinq, qui en dominent cent, qui eux-mêmes en dominent mille… Cette pyramide s’effondre dès lors que les courtisans cessent de se donner corps et âme au tyran. Alors celui-ci perd tout pouvoir acquis.
Dans ce texte majeur de la philosophie politique, repris à travers les âges par des partis de colorations diverses, La Boétie oppose l’équilibre de la terreur qui s’instaure entre bandits, égaux par leur puissance et qui se partagent à ce titre le butin des brigandages, à l’amitié qui seule permet de vivre libre. Le tyran, quant à lui, vit dans la crainte permanente : n’ayant pas d’égaux, tous le craignent, et par conséquent, il risque à chaque instant l’assassinat. Elias Canetti fera une peinture similaire du « despote paranoïaque » dans Masse et puissance.

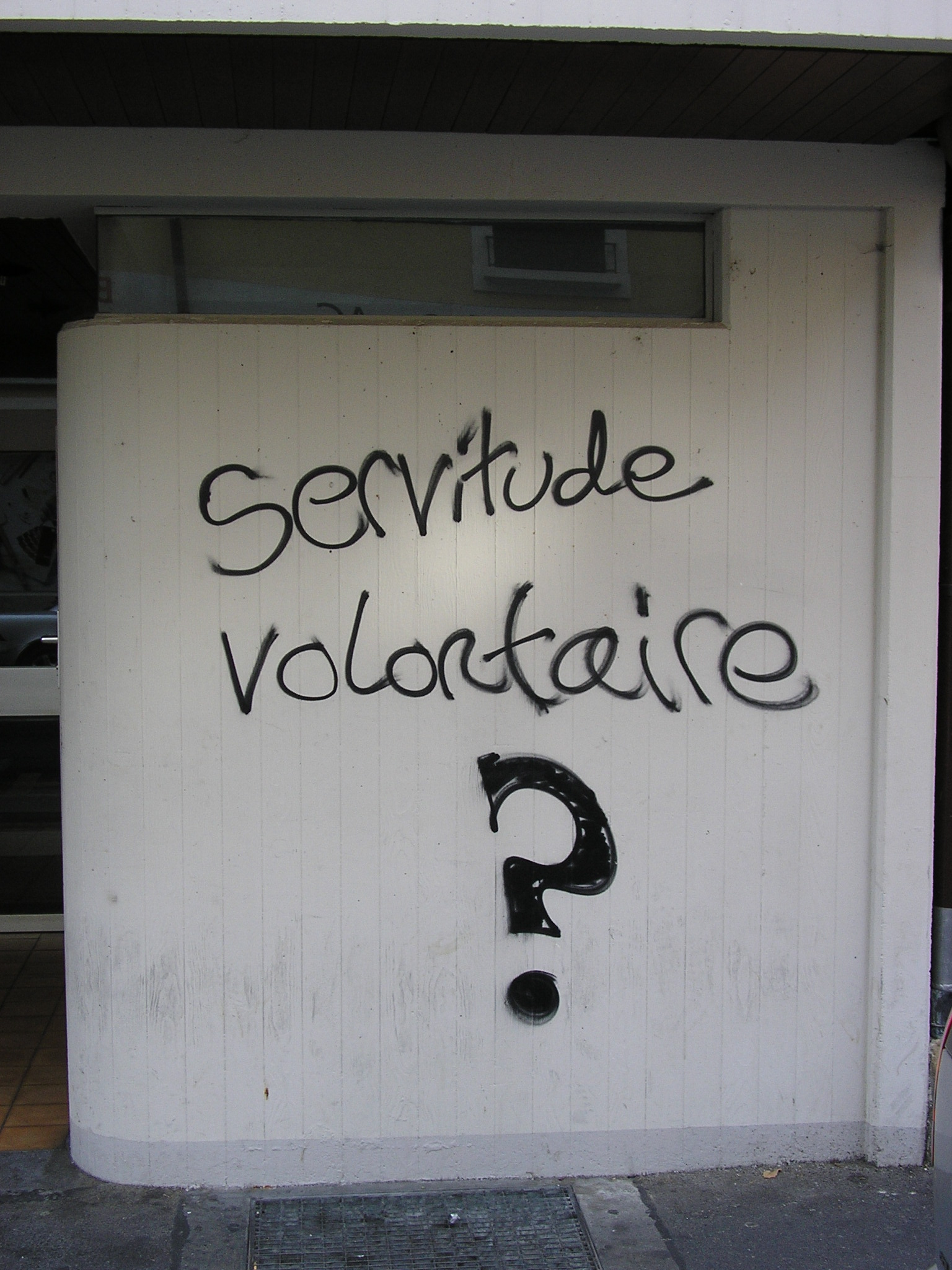
Graffiti à Genève, 2007.

Si La Boétie est toujours resté, par ses fonctions, serviteur fidèle de l’ordre public, il est cependant considéré par beaucoup comme un précurseur intellectuel de l’anarchisme et de la désobéissance civile. Également, et surtout, comme l’un des tout premiers théoriciens de l’aliénation.
Pour comprendre les intentions qui conduisent Étienne de La Boétie à écrire le Discours de la servitude volontaire ou le Contr’un, il faut remonter au drame qui a lieu vers 1548. « En 1539, François Ier, roi de France, tente d’unifier la gabelle. Il impose des greniers à sel près de la frontière espagnole, dans les régions qui en sont dépourvues. En réaction à cette tentative des soulèvements ont lieu. Le premier en 1542, puis le plus grand en 1548 à Bordeaux ». Le connétable de Montmorency rétablit l’ordre de manière impitoyable. Si l’on s’en rapporte à l’écrivain Jacques-Auguste de Thou, ce serait sous l’impression de ces horreurs et cruautés commises à Bordeaux, que La Boétie compose le Discours de la servitude volontaire.
La Boétie s’attache à démontrer que de petites acceptations en compromis et complaisances, la soumission en vient à s’imposer à soi tel un choix volontaire fait dès les premiers instants. La question avec laquelle il interpelle ses lecteurs touche à l’essence même de la politique : « pourquoi obéit-on ? ». Il met en évidence les mécanismes de la mise en place des pouvoirs et interroge sur ceux de l’obéissance. Il en vient à observer qu’un homme ne peut asservir un peuple si ce peuple ne s’asservit pas d’abord lui-même par une imbrication pyramidale.
Bien que la violence soit son moyen spécifique, elle seule ne suffit pas à définir l’État. C’est à cause de la légitimité que la société lui accorde que les crimes sont commis. Il suffirait à l’homme de ne plus vouloir servir pour devenir libre ; « Soyez résolus à ne plus servir, et vous voilà libres ». À cet égard, La Boétie tente de comprendre pour quelles raisons l’homme a perdu le désir de retrouver sa liberté. Le Discours a pour but d’expliquer cette soumission.
Tout d’abord La Boétie distingue trois sortes de tyrans : « Les uns règnent par l’élection du peuple, les autres par la force des armes, les derniers par succession de race ». Les deux premiers se comportent comme en pays conquis. Ceux qui naissent rois, en général ne sont guère meilleurs, puisqu’ils ont grandi au sein de la tyrannie. C’est ce dernier cas qui intéresse La Boétie. Comment se fait-il que le peuple continue à obéir aveuglément au tyran ? Il est possible que les hommes aient perdu leur liberté par contrainte, mais il est quand même étonnant qu’ils ne luttent pas pour regagner leur liberté.
La première raison pour laquelle les hommes servent volontairement, c’est qu’il y a ceux qui n’ont jamais connu la liberté et qui sont « accoutumés à la sujétion ». La Boétie décrit dans son Discours : « Les hommes nés sous le joug, puis nourris et élevés dans la servitude, sans regarder plus avant, se contentent de vivre comme ils sont nés et ne pensent point avoir d’autres biens ni d’autres droits que ceux qu’ils ont trouvés ; ils prennent pour leur état de nature l’état de leur naissance ».
La seconde raison, c’est que sous les tyrans les gens deviennent « lâches et efféminés ». Les gens soumis n’ont ni ardeur ni pugnacité au combat. Ils ne combattent plus pour une cause, mais par obligation. Cette envie de gagner leur est enlevée. Les tyrans essaient de stimuler cette pusillanimité et maintiennent les hommes stupides en leur donnant du « pain et des jeux ».
La dernière raison est sans doute la plus importante, car elle nous dévoile le ressort et le secret de la domination, « le soutien et fondement de toute tyrannie ». Le tyran est soutenu par quelques hommes fidèles qui lui soumettent tout le pays. Ces hommes sont appelés par le tyran pour être « les complices de ses cruautés » ou se sont justement rapprochés du tyran afin de pouvoir le manipuler. Ces fidèles ont à leur tour des hommes qui leur sont obéissants. Ces derniers ont à leur dépendance d’autres hommes qu’ils élèvent en dignité. À ces derniers est donné le gouvernement des provinces ou « le maniement des deniers ». Ce maniement est attribué à ces hommes « afin de les tenir par leur avidité ou par leur cruauté, afin qu’ils les exercent à point nommé et fassent d’ailleurs tant de mal qu’ils ne puissent se maintenir que sous leur ombre, qu’ils ne puissent s’exempter des lois et des peines que grâce à leur protection ».
Tout le monde est considéré comme tyran. Ceux qui sont en bas de la pyramide, les fermiers et les ouvriers, sont dans un certain sens « libres » : ils exécutent les ordres de leurs supérieurs et font du reste de leur temps libre ce qui leur plaît. Mais « s’approcher du tyran, est-ce autre chose que s’éloigner de sa liberté et, pour ainsi dire, embrasser et serrer à deux mains sa servitude » ? En d’autres termes, ceux qui sont en bas de l’échelon sont bien plus heureux et en quelque sorte bien plus « libres » que ceux qui les traitent comme des « forçats ou des esclaves ». « Est-ce là vivre heureux ? Est-ce même vivre ? », se demande La Boétie. Ces favoris devraient moins se souvenir de ceux qui ont gagné beaucoup auprès des tyrans que de ceux qui, « s’étant gorgés quelque temps, y ont perdu peu après les biens et la vie ».
Par ailleurs il est impossible de se lier d’amitié avec un tyran, parce qu’il est et sera toujours au-dessus. « Il ne faut pas attendre de l’amitié de celui qui a le cœur assez dur pour haïr tout un royaume qui ne fait que lui obéir. Mais ce n’est pas le tyran que le peuple accuse du mal qu’il souffre, mais bien ceux qui le gouvernent. » Pour achever son Discours, La Boétie a recours à la prière. Il prie un « Dieu bon et libéral pour qu’il réserve là-bas tout exprès, pour les tyrans et leurs complices, quelque peine particulière ».

## Postérité
L'Institut La Boétie, créé en 1978 par Bernard de La Rochefoucauld et Jacques Defforey, est l'un des premiers think tanks français. Ancêtre de l'Institut Montaigne et source d'inspiration du nom de ce dernier, l'Institut La Boétie s'inscrivait dans une philosophie libérale. Ses dernières productions remontent à 1994.
En 2020, un autre « institut La Boétie » a été créé. Cette fondation est présentée comme une école de formation au militantisme pour La France insoumise.

### Éditions
- Œuvres complètes, publiées avec notice biographique, variantes, notes et index par Paul Bonnefon, Bordeaux et Paris, 1892 (réimpression Slatkine).
- Œuvres complètes, William Blake & Co., 1991  (ISBN 978-2-905810-60-1).
  - Mémoire touchant l’Édit de janvier 1562.
- Discours de la servitude volontaire ou Contr’un, Genève, Droz, 1987
- Discours de la servitude volontaire, Paris, Mille et Une Nuits, 1997  (ISBN 978-2-910233-94-5)
- Discours de la servitude volontaire, Paris, Flammarion, 1993  (ISBN 978-2-08-070394-1)
- Discours de la servitude volontaire, Paris, Payot, coll. « Petite bibliothèque », 2002 (deux versions du texte + études complémentaires (Abensour, Clastres, Lefort…)  (ISBN 978-2-228-89669-6)
- « Étienne de La Boétie, On Voluntary SeIVitude (1552) », dans Robert Graham, Anarchism : A Documentary History of Libertarian Ideas - Volume I - From Anarchy to Anarchism (300 CE to 1939), Montréal/New-York/London, Black Rose Book, 2005, page 4 [PDF]

#### Articles
- Albert Dujarric-Descombes, « Le nom et les armes de La Boëtie », dans Bulletin de la Société historique et archéologique du Périgord, 1881, tome 8, p. 332-334 (lire en ligne).
- Robert Villepelet, « Étienne de La Boétie à l'université d'Orléans », dans Bulletin de la Société historique et archéologique du Périgord, 1910, tome 37, p. 412-414 (lire en ligne).
- Philippe Coutant, L’idée libertaire et La Boétie, Fondation Pierre Besnard, Nantes, 2000, texte intégral [PDF].
- Daniel Lefèvre, « Montaigne et La Boétie : deux images de l’amitié », article paru dans la revue Imaginaire et Inconscient, no 20, 2006, L'Esprit du Temps éditeur  (ISBN 978-2-84795-114-1).

#### Ouvrages
- Hem Day, Étienne de La Boétie : aperçu sur sa vie et sur son œuvre, Paris-Bruxelles, Pensée & Action, 1954.
- Anne Bertholet et François Cornilliat, Littérature Moyen Âge / XVIe siècle, Paris, Nathan, 1988.
- Anne-Marie Cocula-Vaillières, Étienne de la Boétie, Bordeaux, Éditions Sud Ouest, 1995, 188 p. (ISBN 2-87901-164-7, présentation en ligne).
- Jean-Michel Delacomptée, Et qu’un seul soit l’ami, La Boétie (portrait littéraire), Paris, Gallimard, 1995.
- Michel Magnien, Bibliographie d’Étienne de La Boétie, Paris, Diffusion CNRS, 1997.
- Lucien Bély, La France moderne (1498-1789), Paris, PUF, 1998.
- Émile Faguet, Autour de Montaigne, Genève, Slatkine, 1999.
- Jean-Luc Hennig, De l'extrême amitié. Montaigne & La Boétie, Paris, Gallimard (collection « L'Infini »), 2015.
- Xavier Bekaert, Anarchisme, violence et non-violence : Petite anthologie de la révolution non-violente chez les principaux précurseurs et théoriciens de l’anarchisme, Bruxelles-Paris, Le Monde libertaire - Alternative libertaire (Belgique), mars 2000, 76 p. (ISBN 978-2-903013-93-6 et 2-903013-93-4, lire en ligne), p. 32-33.
- Gérard Defaux, Montaigne et le travail de l’amitié, Orléans, Paradigme, 2001.
- Frank Deroche, Effets secondaires (roman historique), Paris, Le Dilettante, 2002.
- Michel de Montaigne, Les Essais - I, 28 : « De l’amitié », Paris, PUF, 2004.
- Marcel Tetel, Étienne de La Boétie : sage révolutionnaire et poète périgourdin, Actes du Colloque International Duke University (26-28 mars 1999), Paris, Champion, 2004.
- Anonyme, Étienne de La Boétie ou l’importance de l’insoumission, Bruxelles, 2006.

#### Bases de données et dictionnaires
- Ressource relative à la recherche :   - PhilPapers (travaux)
- Ressource relative au spectacle :   - Les Archives du spectacle
- Ressource relative à la littérature :   - Printemps des poètes
- Ressource relative à plusieurs domaines :   - Radio France
- Notices dans des dictionnaires ou encyclopédies généralistes :   - Britannica
  - Brockhaus
  - Den Store Danske Encyklopædi
  - Deutsche Biographie
  - Gran Enciclopèdia Catalana
  - Hrvatska Enciklopedija
  - Store norske leksikon
  - Treccani
  - Universalis
  - Visuotinė lietuvių enciklopedija
- Notices d'autorité :   - VIAF
  - ISNI
  - BnF (données)
  - IdRef
  - LCCN
  - GND
  - Italie
  - Japon
  - CiNii
  - Espagne
  - Belgique
  - Pays-Bas
  - Pologne
  - Israël
  - NUKAT
  - Catalogne
  - Suède
  - Vatican
  - WorldCat